# Prychid
Prychid (ukr. Прихід) – wieś na Ukrainie, w obwodzie żytomierskim, w rejonie nowogrodzkim. W 2001 roku liczyła 82 mieszkańców.